# 梶本一花
梶本一花（日语：／ Kajimoto Ichika，2004年3月7日—），日本女子游泳运动员，2021年夏季世界大学生运动会女子400米个人混合泳金牌得主、女子1500米自由泳银牌得主和女子4×200米自由泳接力铜牌得主、2025年世界游泳锦标赛女子3公里淘汰冲刺赛金牌得主和女子5公里公开水域游泳铜牌得主。